# Julián Baldomero Acuña Galé
Julián Baldomero Acuña Galé (prénoms Julián Baldomero) (né à Camagüey, Cuba le 27 février 1900 et mort à Mexico le 24 juillet 1973) est un agronome et botaniste cubain, directeur de la station expérimentale agricole de Santiago de Las Vegas.
Après des études de biologie, les travaux de recherche qu'il mène à Cuba sont centrés sur la phytopathologie et sur l'introduction de nouvelles variétés améliorées de plantes alimentaires et fourragères. Son travail de terrain a duré de 1935 à 1956.
Il a notamment introduit le Kenaf (une espèce productrice de fibres) dans la culture à Cuba, ainsi que plusieurs autres variétés de cultures utiles. Il a également contribué à l’agronomie cubaine en gérant un programme de recherche et de lutte contre le virus « Raya Blanca », menace pour les cultures de riz.
Acuña, Juan T. Roig (qui a donné son nom au Conservatoire Botanique International (es) de Cuba) et  Hermano León ont été à l’avant-garde de la recherche botanique au Mexique de leur vivant et ont herborisé ensemble, Acuña amassant un herbier considérable. Particulièrement intéressé par les Orchidaceae, il a créé un catalogue descriptif de cette famille en 1983 et a également publié un ouvrage sur les plantes melliphères de Cuba (1970) et un autre sur les plantes indésirables dans les cultures cubaines (1974).
L’espèce d’orchidée Lepanthes acunae Hespenheide a été nommée d’après lui en tant que collectionneur du matériel type.

## Sources
- (en) Cet article est partiellement ou en totalité issu de l’article de Wikipédia en anglais intitulé « Julián Acuña Galé » (voir la liste des auteurs).
- (en) H. A. Hespenheide, "A revision of the West Indian species of Lepanthes (Orchidaceae). III. Cuba", dans  Brittonia (revue botanique trimestrielle à comité de lecture) (en) 25: p 257-283, 1973
- (en) « Commemorations, Julian Acuna Gale dies », sur Academia de Ciencias de Cuba